# Узянь (Баймакский район)
Узянь, Узян (баш. Үҙән) — микрорайон в селе Ургаза Баймакского района Республики Башкортостан Российской Федерации. В 1968 году включён в состав посёлка Центральной усадьбы Зилаирского зерносовхоза Баймакского района БАССР.

## Топоним
Первоначальное название деревни — Өс Үзән, официальное — Узянь, среди населения — Узян. Деревня названа в память о местах кочёвок на приузенских землях Уральского казачьего войска (сегодня Западно-Казахстанская область Республики Казахстан).

## История
Дата прибытия основателей — 19 июня 1928 г. Официальная дата основания деревни Узян (начала разбивки приусадебных мест) — 31 августа 1928 г.
Узян основан в 1928 г. башкирами деревни Таш-Кустьяново (Ташбулатово) Имилеевской волости Пугачёвского уезда Самарской губернии (сегодня сельское поселение Южное муниципального образования Большеглушицкого района Самарской области).
Позднее, в 1930 г., в ходе организации коневодческого совхоза в Зилаирском кантоне, в Узян переселились жители деревни Гайсарово Акирово и Янгулово.

### Административно-территориальная принадлежность
В 1928 г. — 20 августа 1930 г. — в составе Янгазинского сельсовета Таналыкской волости Зилаирского кантона БАССР, 20 августа 1930 г. — 20 сентября 1933 г. — в составе Баймурзинского сельсовета Баймак-Таналыкского района БАССР, 20 сентября 1933 г. — 1955 г. — в составе Баймурзинского сельсовета Баймакского района БАССР, с 1955 г. по 9 июля 1959 г. — в составе Ишмухаметовского сельсовета Баймакского района БАССР, с 9 июля 1959 г. по 1968 г. — в составе Ишмухаметовского сельсовета Баймакского района БАССР. В 1968 г. деревня Узян включён в состав посёлка Центральная усадьба Зилаирского зерносовхоза Баймакского района.

## Население

### Историческая численность населения
В 1929 г. в 40 дворах проживало 197 человек, 1930 г. — 221 чел.в 43 дворах, в 1933 г. — 298 чел.в 57 дворах, в 1939 г. — 372, в 1944—1945 гг. — 266, в 1946—1948 гг. — 296, в 1959 г. — 221.

### Этнический состав
Родовые подразделения
ай-һай, айыу, апанды, атайсал, биш һары, бүре, ирлән, ҡалтырсаҡ, ҡыҙыу араһы, ҡаракөтән, ҡаратун, ҡашыҡ бирмәҫ, кәзә, мышы, нураткул, сайфетдин, сапин (сапый), соҡсор, йыуан ҡуныс араһы, тамьян, трауай (торобай) токомо, туғыҙ ҡаҙан.

## Экономика
Узянцы занимались скотоводством, земледелием.
Деревня Узян в 1928—1930 гг. находится в составе товарищества по общественной обработке земли «Янги-Узян» Таналыкской волости Зилаирского кантона БАССР, в 1930—1933 гг. — в составе колхоза «Янги Юл» Баймак-Таналыкского района БАССР, в 1933—1951 гг. — в составе колхоза «Янги Юл» Баймакского района БАССР, в 1951—1957 гг. — в составе колхоза «Яны тормош» Баймакского района БАССР.
В 1930 г. земельная площадь колхоз «Янги Юл» (председатель Гайсар Якупов) — 120 га пшеницы и 15 га овса. В личном пользовании жителей д. Узян были сенокосные угодья 210 га для прокормления 224 голов различного скота (75 лошадей, 115 КРС, 16 овец, 4 козы и 14 верблюдов).
В 1936 г. на колхозном балансе числились канцелярия, магазин, зерносклад, ферма школьный участок — 2,30 га, кладбище — 2 га, скотомогильник — 2 га, дорога районного значения — 23,04 га, усадебные земли и сенокос в единоличном пользовании — 8,30 га, усадебные земли рабочих совхоза — 1,47 га. Итого — 49,11 га. В фактическом пользовании колхоза было 2491,39 га земли.